# Vřecko

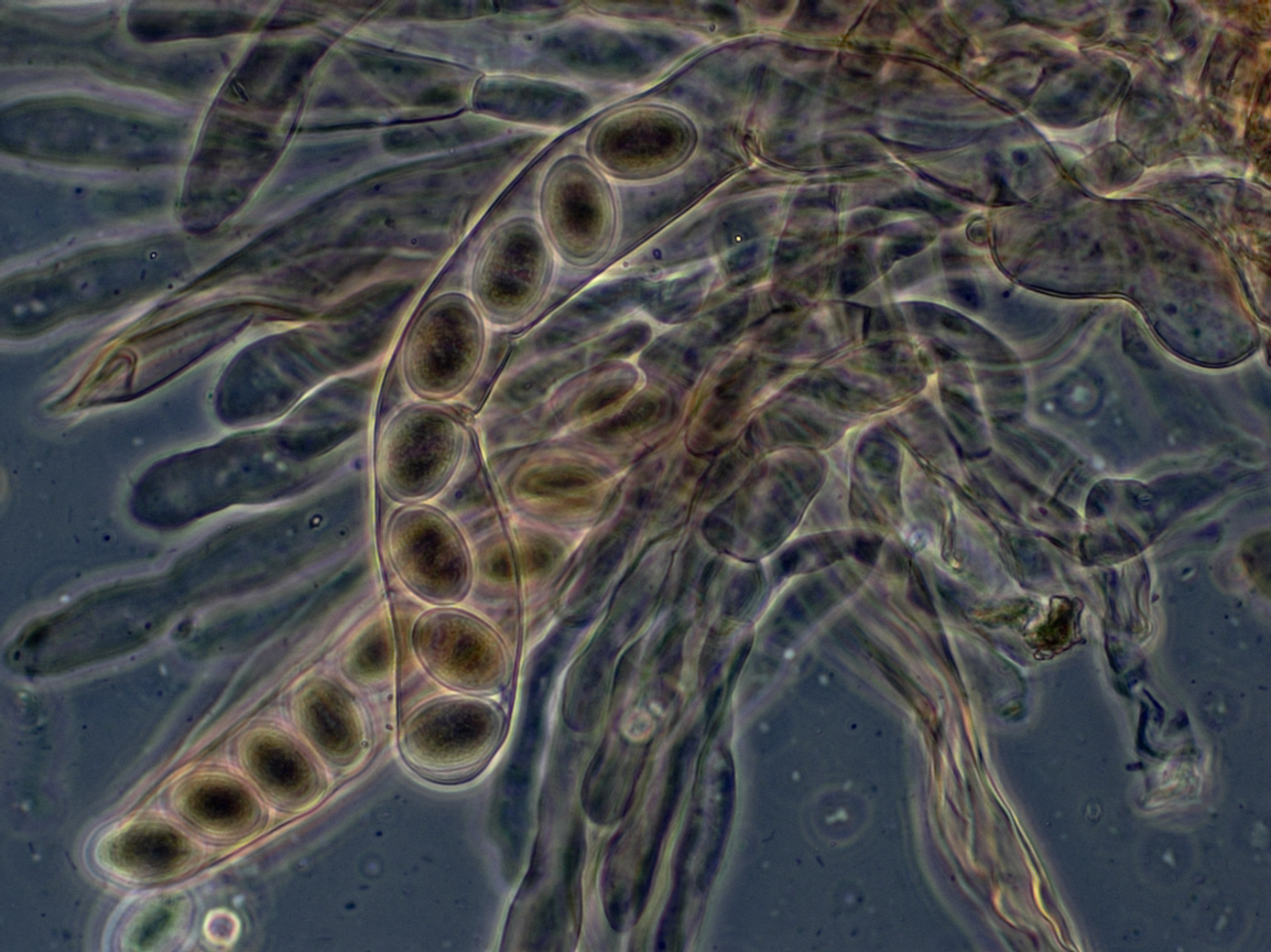
Mikroskopický snímek vřecka smrže vysokého (Morchella elata) s osmi výtrusy

Vřecko (lat. ascus) je jednobuněčná struktura v životním cyklu vřeckovýtrusých hub (oddělení Ascomycota), ve které vznikají výtrusy (spory) s haploidní sadou chromozomů. Vřecko je v podstatě jedinou diploidní buňkou životního cyklu zástupců uvedené skupiny. Vzniká z tzv. askogenní hyfy, která sestává z dvojjaderných (dikaryotických) buněk. Samotná askogenní hyfa je výsledkem pohlavního procesu, při němž ovšem došlo ke splynutí pouze cytoplasem pohlavních buněk (tzv. plasmogamii), nikoli jader. Splynutí jader (karyogamie) nastává teprve až v mladém vřecku. Protože po splynutí jader následuje v témž vřecku meiotické (redukční) dělení, označujeme jej také termínem meiosporangium. U mnoha zástupců vřeckovýtrusých hub dále ve vřecku bezprostředně po meióze nastává ještě jedno dělení mitotické, a proto zde ve výsledku vřecko obsahuje 8 spor (tzv. askospor).